# Années 1410
Les années 1410 couvrent la période de 1410 à 1419.

## Événements
- 1409-1411 : guerre du royaume de Pologne-Lituanie contre l'ordre Teutonique. Bataille de Grunwald (1410). Paix de Toruń[1].
- Vers 1410-1438 : règne de Viracocha. Reprise de l'expansion de l'Empire inca[2].

Batailles et opérations majeures en France entre 1415 et 1453.

- 1411 : reprise de la guerre de Cent Ans et poursuite de la guerre civile entre Armagnacs et Bourguignons en France (1407-1435). Révolte des Cabochiens (1413). Bataille d'Azincourt (1415). conquête de la Normandie par le roi d’Angleterre (1417-1419). Le dauphin Charles se réfugie à Bourges (1418). L'assassinat de Jean sans Peur en 1419 rend impossible la  réconciliation entre Armagnacs et Bourguignons[3].
- 1413-1415 et 1416-1419 : quatrième et cinquième expéditions maritime de Zheng He dans l'océan Indien[4].
- 1413-1414 : la dispute de Tortosa  en Espagne aboutit à quelques conversions de Juifs au catholicisme[5].
- 1414-1416 : diverses chroniques font allusion à la présence de Roms en Allemagne (Kronstadt en 1416). Ils sont signalés en France à Châtillon-en-Dombes en 1419. Ils se dispersent eu Europe occidentale de 1415 à 1430[6]
- 1414-1418 : le concile de Constance résout le Grand Schisme d'Occident. La papauté retourne définitivement à Rome (1420). Cependant il marque un échec pour une tentative de réforme par des savants, ecclésiastiques et des princes[7].
- 1415-1419 : soulèvement des Hussites de Bohême après la mort de Jan Hus en 1415. En 1419, la défenestration de Prague déclenche les croisades contre les Hussites[8].
- 1415 : conquête de Ceuta par le Portugal. Début des expéditions atlantiques du Portugal. Découverte de Madère (1419)[9].

- Affaiblissement du grand mécénat dans le domaine royal français au bénéfice de la cour ducale de Bourgogne et de Jean de Berry[10].

## Personnalités significatives
- Alexandre Ier de Moldavie - Amédée VIII de Savoie - Art MacMurrough - le Dauphin Charles - Vincent Ferrier - Ferdinand Ier d'Aragon - Henri le Navigateur - Huitzilihuitl - Jan Hus - Isabeau de Bavière - Jean Ier de Bourgogne - Jean II de Castille - Jean II Le Meingre - Jobst de Moravie - Khizr Khân Sayyîd - Ladislas Ier de Naples - Ladislas II Jagellon - Louis II d'Anjou - Manuel II Paléologue - Mehmed Ier - Mircea Ier l'Ancien - Pedro de Luna - Philippe Marie Visconti - Shah Rukh - Sigismond de Hongrie - Stefan Lazarević - Vassili Ier de Russie - Vytautas le Grand - Yongle - Zheng He